# ランド・アンド・ハウス

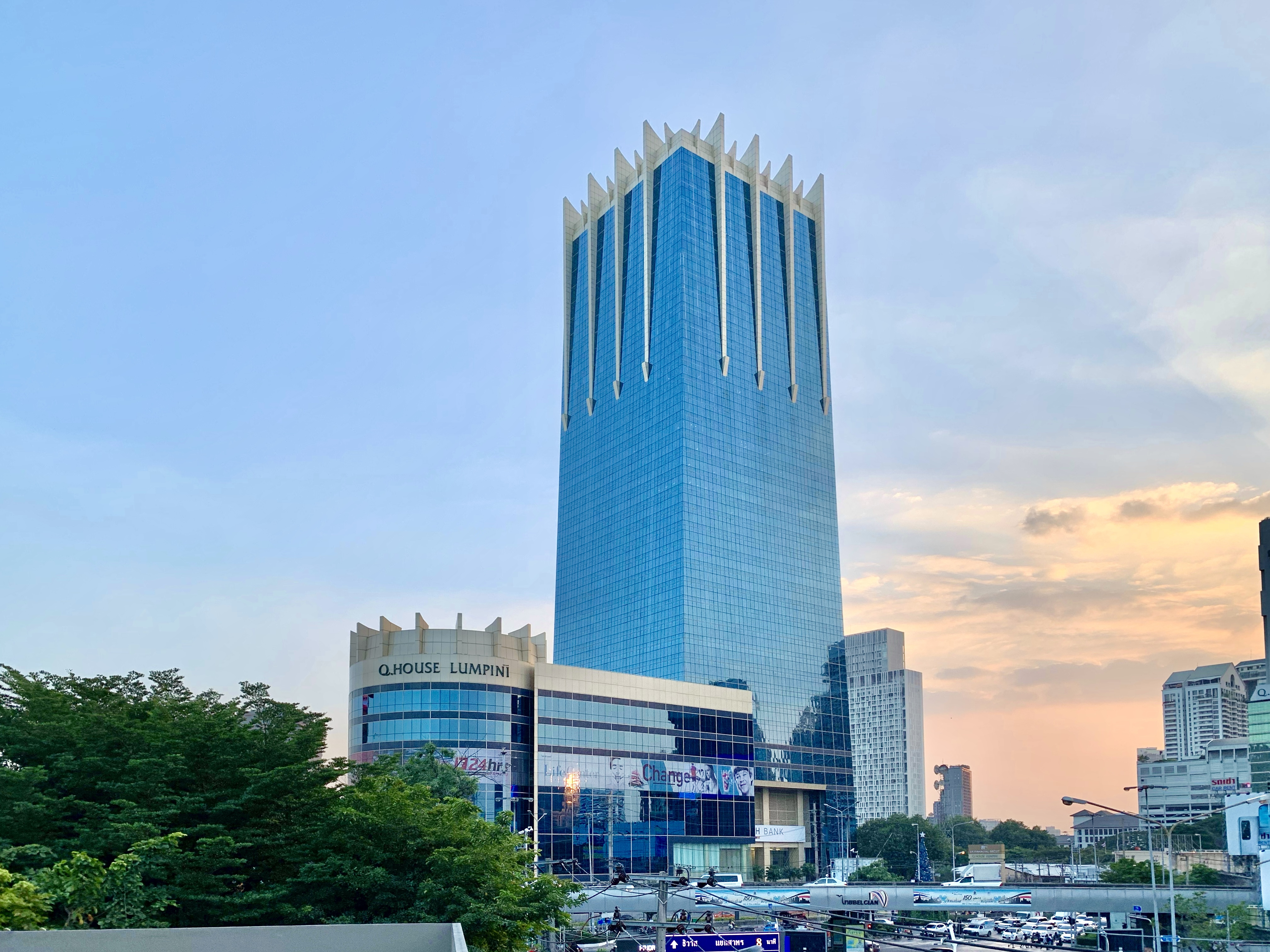
ランド・アンド・ハウス 本社

ランド・アンド・ハウス（英語: Land And House略称LH）は、タイの不動産開発会社で、資本金規模で同国第一位の企業。
主に、一戸建て住宅、コンドミニアムや団地の開発を行っている。バンコク近郊の開発を重視しており、地方都市の住宅開発は、主にその子会社が行っている。
SET 50 Indexの採用銘柄である。(2008年2月現在)

## 子会社
- ランド・アンド・ハウス銀行
- クオリティーハウス(Quality House)・・・住宅・オフィスビルの開発
- ホームプロ(Home Pro)